# أحمد عطيف
أحمد عطيف، من مواليد 13 أبريل 1983 في الرياض في السعودية، لاعب كرة قدم سعودي. لعب في نادي الشباب السعودي ومنتخب السعودية لكرة القدم، وقد أختير كأفضل لاعب في الدوري السعودي للمحترفين عام 2009 في جائزة موبايلي وجريدة الرياضية.

## الحياة الشخصية
هو من عائلة رياضية فهو شقيق اللاعبين عبده عطيف وعلي عطيف وصقر عطيف وعبد الله عطيف.

## التحاقه بنادي الشباب
بعد أن خاض أحمد عطيف عدد من التجارب في بعض الأندية وكانت تجارب قصيرة جداً قرر
التوقف بعد إحساسه بالملل، أمآ اخاه عبده واصل تجاربه حتى نجح في الانضمام لنادي الشباب
ولكن بعد مرور 4 اشهـر من انضمام اللاعب عبده، قرر بدوره محاولة إقناع أحمد لـ ينضم لـ الفريق
وكان له ذلك، حيث خاض أحمد عطيف تجربته دون أن يعلم منسوبي النادي بأنه شقيق عبده
و بذلك نجح أحمد عطيف وتم انضمامه للنادي وكان ذلك عام 1419 هـ
وقد حصل النجم الكبير على بكالوريوس في الحاسب الالي

## بدايته الفعلية بالنادي
عندما تم تسجيل أحمد عطيف بالنادي أُدرج اسمه في درجة الشباب، وكان المدرب حينها نايف العنزي ومساعده سلطان خميس وإداري الفريق كان الأستاذ فهد الحمدان. وكان قد تبقت 4 مباريات فقط على نهاية الموسم، وفي الموسم التالي كان سّنـه يخوله مشاركة درجة الشباب لسنة واحدة فقط وقد تغير المدرب حينها، وكان المدرب الوطني بندر الجعيثن والذي لم يكن مقتنع نهائيًا بمستواه بإشراكه قليلاً في المناورات وفي التمارين فقط لمدة 7 أو 8 دقائق، فخاض معه أول مباراة ودية أمام نادي الحمادة وشارك في آخر 20 دقيقه وسجل هدفاً حاسماً لـ يفوز الفريق في تلك المباراة الودية 2 - 1
بعدها غادره زملائه اللاعبين (عبده عطيف – ناجي مجرشي – عبد الله الدوسري – مسفر القحطاني...) للمشاركة في بطولة الخليج، وبذلك توقفت تدريبات درجة الشباب، الأمر الذي جعل أحمد عطيف يذهب إلى سلطان خميس إداري الفريق الأول ليطلب منه إجازة حتى عودة الفريق، فرفض سلطان خميس طلبه؛ فأدخله تدريبات الفريق بجانب وحمد هادي وحسين فهمي و7 لاعبيـن آخرين، وكان مدرب الفريق الأول حينها هو آرثر فيلهو والذي أعجب بمستوى أحمد عطيف كثيراً فأشركه في فريق الشباب في بطولة الأمير فيصل بن فهد، وكان أحمد في ذلك العام يتمرن 3 أيّام مع الفريق الأوّل و3 أيام مع درجة الشباب ويشارك الفريق في مباريات درجة الشباب عصراً وليلاً يشارك الفريق الأوّل كاحتياطي في مباراة رسمية.

## أوّل مباراة رسمية
كانت ضد الأهلي عام 1420 هـ وانتهت المباراة بنتيجة صفر / صفر ولعب المباراة كاملة وكان يرتدي الرقم (7).

## بطولة الدوري السعودي عام 2004
كان لاعبوا الفريق بما فيهم أحمد عطيف لا تتعدى أعمارهم الـ 22 سنة في تلك المباراة النهائية
ماعدى أربع لاعبيـن فقط، وما ساعدهم في تحقيق الدوري السعودي
أنهم يشكلون مجموعة متجانسة بالفريق والمنتخب الأولمبي أيضاً، أيضاً عدم وجود بوادر الضغط من إدارة نادي الشباب آنذاك لتحقيق بطولة الدوري
وذلك ساهم في تفوق الشباب وحصوله على لقب الدوري السعودي.

## قدوم المدرب دانيال روميو
يعتبر المدرب الأرجنتيني دانيال روميو أفضل مدرب بالنسبة لأحمد عطيف، لـ مواقف كثيرة قد حصلت بينه وبين روميو
من ضمنهـا، انه قام بحل مشكلة مالية بينه أحمد وعبده وبين إدارة النادي في التجديد لهم بـ 400 الف، مما جعل المدرب
يقدم 100 الف إضافية لإعادتهما لمشاركة الفريق
تواجد الفريق في الصدارة وتقديمه العروض الجميلة الممتعة كانت إثر إشراف المدرب روميو على الفريق
وتنافسه على بطولتي الدوري وتألقه في الدوري الآسيوي بتصدره مجموعته حتّى أقيـل
إضافة إلى تألق اللاعب أحمد وظهوره بشكل لافت ومميز.

## الدوري السعودي 2005
رغـم تألق الفريق وأحمد عطيف اللافت طوال مشوار الدوري
حتى المبـاراة النهـائية، إلا انهم خسروا بطولة الدوري السعودي
مع ان الشباب كان الأفضل استحواذا على الكرة، والأكثر فرصاُ
و شهدت على ذلك جميع وسائل الإعلام، مستوى بلا نتيجة.

## قدوم العجلاني
تعتبر اسوأ المراحل التدريبية على أحمد عطيف، بسبب اختلاف الأساليب وطرق اللعب
وكان سبباً في عدم ظهور خط وسط الفريق بما فيهم أحمد عطيف
مما جعل أحمد ورفقائه اللعب تطبيق طريقة المدرب نادال روميو «الكرة القصيرة السريعة الممتعة»
معاكسين لتعليمات المدرب العجلاني «يعتمد على الدفاع وإرسال الكرات الطويلة للمهاجمين»
```
الأمر الذي ساهم بانتصار الشباب وذلك عن طريق فرصة لعبت بالكرات القصيرة.
```

## الحسيني ونهائي 2006
كان الحسيني قد عمل مع لاعبي الفريق على العامل النفسي بالمقام الأوّل
وأنتشلهم نفسيّاً من خسارة العربي الكويتي الثقيلة، لـ يحضّر اللاعبين بعدها ليدرس الفريق
الهلالي دراسة دقيقة أسهمت في وضوح الفوارق ليتفوق الشباب تفوّق وآضح وكبير
وكان أحمد عطيف قد صنع الهدف الثالث بشكل انسيابي جميل.

## المنتخبات السعودية
انضم أحمد عطيف تحت إشراف المدرب الأرجنتيني للمنتخب السعودي، ولكنه تفاجأ في يوم من الأيام باجتماع مع إدارة المنتخب، قيل لأحمد أن إدارة الشباب قد طلبت إعادته من إدارة المنتخب
بالرغم من أن عدد لاعبي الفريق الشبابي في المنتخب يبلغ 9 ومن الغير منطقي أن تطلب إدارة
نادي الشباب لاعب واحد ومحدد بالاسم، فغادر أحمد المنتخب؛ ليسأل إدارة ناديه فقابلته إدارة النادي بالنكران وشددت على استحالة حصول ماقيل من إدارة المنتخب، الأمر الذي لا زال يثير علامات الاستغراب.
ومع مرور الوقت، قدم المدرب باتشامي استقالته، لقوة شخصيته ورفضه التدخل في عمله فتعاقدت إدارة المنتخب مع دانيال روميو خلفاً لباتشامي، ومن محاسن الصدف أن باتشامي زميل لروميو، فطلب روميو من إدارة المنتخب الأسماء التي كانت تشارك
مع باتشامي، فقدمت له الإدارة القائمة خالية من اسم أحمد عطيف وناجي مجرشي أيضاً،
بالإضافة إلى تسجيل أخاه عبده عطيف إلى مهاجم صريح رغم أنه لاعب وسط
وفي مناورة مع الرديف، احتاج روميو لأن يُشرك عبده كلاعب وسط فأذهله مما جعل عبده يصرح له
بأنه لاعب وسط وليس مهاجم صريح، الأمر الذي جعل المدرب يطلب من إدارة المنتخب متابعة الدوري السعودي فكان له ذلك، وأعاد ناجي وأحمد وجعلهم في التشكيل الأساسي لمنتخب الشباب في كأس العالم 2003 م.
احصائياته مع المنتخب الأول حتى عام 2016 :
| عدد المباريات:                   | 59   |
| عدد المباريات التي لعبها كأساسي: | 46   |
| عدد المباريات التي لعبها كبديل:  | 13   |
| عدد المباريات التي أستبدل فيها:  | 21   |
| عدد المباريات التي لعبها كاملة:  | 24   |
| عدد المباريات التي طرد فيها:     | 1    |
| عدد الدقائق التي لعبها:          | 4165 |

البطولات التي شارك فيها:
| البطولة                                     | عدد المباريات |
| مباريات ودية دولية                          | 27            |
| تصفيات كأس العالم 2010                      | 12            |
| تصفيات كأس العالم 2014                      | 8             |
| كأس الخليج 2009- عمان                       | 4             |
| كأس الخليج 2013- البحرين                    | 3             |
| كأس آسيا 2011- قطر                          | 2             |
| بطولة فوكس الدولية لكرة القدم 2011 - الأردن | 2             |
| كأس أو إس إن 2013 - السعودية                | 1             |

## فترة إشراف باكيتا على المنتخب الأوّل
إنضم أحمد عطيف في فترة إشراف باكيتا على الفريق الأوّل، وشارك في مباراة سوريا الودية
في غير مركزه، رغم ذلك كآن الأفضل في اللقاء بشهادة المحللين وزملائه اللاعبيـن
مع العلم أن المباراة كانت عصراً وان باكيتا قد أجبره صباحاً على «تدريب حديد 20 دقيقة»
وعندما انتهت لم يستطع أحمد الوقوف أكثر، مما أدى إلى استبعاده.

## قيـل عن أحمد عطيف
- «يعجبني أحمد عطيف فأنا أعشق لعبه بكل ما تعنيه هذه الكلمة واستغرب عدم انضمامه للمنتنحب السعودي (لحظة التصريح)، وأعتبره أفضل لاعب سعودي». - المدرب البرتغالي جوزيه موريس -
- «قابلنا فريقا منظما ومهاريا (نادي الشباب) خصوصا اللاعب رقم 11 (أحمد عطيف) والذي يملك مهارات فنية عالية تؤهله للعب في أقوى الدوريات العالمية». - فرانكو كلومبارد مدرب بولونيا الإيطالي -
- «خلال بطولة النخبة الدولية لفت انتباهي لاعب الشباب رقم (11) أحمد عطيف، لديه إمكانات عالية تؤهله للعب في أوروبا وفي الحقيقة تفاجأت بتنظيم فريق الشباب خلال مباراته أمامنا». -اللاعب الإيطالي المخضرم ماركو دي فايو -
- «كنت أشاهد اللاعب أحمد عطيف قبل أن ينضم لصفوف المعسكر ورأيت طريقة لعبه فهو من اللاعبين الذي يتميزون بالمهارات العالية وإمكانية تطبيق الجمل التكتيكية بطريقة جيدة وهو في نفس الوقت لا يحتاج إلى وقت لكي يتجانس مع لاعبين جدد عليه، وهو يذكرني بلاعب برازيلي أشرفت على تدريبه لمدة ثلاث سنوات وهو اللاعب جوزيه فهو شبيه جداً باللاعب أحمد عطيف بطريقة اللعب وكذلك البنية الجسمانية». -المدرب البرازيلي أنجوس -
- «أحمد عطيف يملك إمكانات تخوله الاحتراف في أوروبا». - إنزو هكتور -
- «يوجد في الملاعب السعودية لاعبون مميزون وموهوبون جداً مثل عبده عطيف وأحمد عطيف وياسر القحطاني والشلهوب ومنتشري ومحمد نور ومالك معاذ وكريري وصالح بشير ووليد عبد الله وحسن معاذ وعبد الله شهيل». - صانع الألعاب البرازيلي كماتشو -
- «استبعدت الثلاثي إكسافي «أحمد عطيف» وإنيستا «عبده» ودانيال الفيس «شهيل» بسبب تأخرهم عن الوصول لمعسكر المنتخب وذلك احتراماً لقوانين الانضباط، للأمانة هؤلاء الثلاثي هم الأقرب إلى قلبي». - المدرب البرتغالي بيسيرو -

وأبدى مدرب الهلال السابق الروماني كوزمين في وقت سابق في إحدى الصحف إعجابه بـاللاعب أحمد عطيف وأنه لاعب يملك قدرات تخوله لـ الاحتراف في اقوى الدوريات الأوروبية.
تبرّع اللاعب الذي يلعب في خط وسط المنتخب السعودي بجائزة أفضل لاعب في لقاء السعودية واليمن إلى أهل غزة في بادرة جميلة ورائعة منه. وكان أحمد عطيف قد فاز بجائزة أفضل لاعب في لقاء السعودية واليمن في العـام 2009-2010 والذي انتهى بفوز السعودية بستة أهداف وكان قد أحرز الهدف الرابع في تلك المباراة.

## إنجازاته مع ناديه
- الدوري السعودي 2003 / 2004.
- الدوري السعودي 2005 /2006.
- بطولة ART الودية.
- كأس خادم الحرمين الشريفين للأبطال موسم 2008.
- كأس خادم الحرمين الشريفين للأبطال موسم 2009.
- كأس الأمير فيصل بن فهد موسم 2008/2009.
- كأس الأمير فيصل بن فهد موسم 2009/2010.
- الدوري السعودي (دوري زين للمحترفين) 2012/2011.
- بطولة النخبة الودية.
- كاس خادم الحرمين الشريفين للابطال موسم

### 2014/2015
- كاس السوبر السعودي موسم 2014/2015
- دوري زين السعودي للمحترفين 2011/2012.

## أهدافه الدولية
| # | التاريخ        | المنشأة الرياضية                        | المنافس | الهدف | النتيجة | المناسبة                             |
| - | -------------- | --------------------------------------- | ------- | ----- | ------- | ------------------------------------ |
| 1 | 8 يناير 2009   | ملعب الشرطة السلطانية العمانية، مسقط    | اليمن   | 6-0   | فوز     | كأس الخليج العربي 2009               |
| 2 | 12 ديسمبر 2012 | ملعب علي صباح السالم، الفروانية، الكويت | اليمن   | 1-0   | فوز     | بطولة اتحاد غرب آسيا لكرة القدم 2012 |

## روابط خارجية
- أحمد عطيف على موقع إي إس بي إن إف سي (الإنجليزية)
- أحمد عطيف على موقع قاعدة بيانات كرة القدم.إي يو (الإنجليزية)
- أحمد عطيف على موقع ناشيونال فوتبول تيمز (الإنجليزية)
- أحمد عطيف على موقع كووورة